# Madonna z goździkiem
Madonna z goździkiem (nazywana również Madonną monachijską) – obraz namalowany między 1473 a 1475 rokiem, przez włoskiego artystę renesansowego Leonarda da Vinci. Zdaniem historyka sztuki Franka Zöllnera jest to najwcześniejszy samodzielny obraz tego malarza. Znajduje się w zbiorach Starej Pinakoteki w Monachium.
Według Vasariego obraz namalował Leonardo da Vinci, w czasie jego pobytu w warsztacie Verrocchia. W następnych latach właścicielem obrazu był papież Klemens VII. W 1886 roku obraz należał do pewnego aptekarza mieszkającego w południowych Niemczech. W 1889 roku oraz sprzedano go do Pinakoteki za 800 marek jako obraz szkoły Verrocchia, prawdopodobnie Leonarda.
Niewykluczone, że pierwszy szkic lub zarys postaci wykonał Andrea del Verrocchio. Świadczyć o tym może rysunki Głowa kobiety z lat ok. 1470–1475 i Głowa kobieca z ozdobami, autorstwa Verrocchia. Malując obraz, Leonardo eksperymentował z werniksem i nowymi farbami olejnymi. Technika ta doprowadziła do pęknięć w miejscach, gdzie naniesiono poprawki i nałożono kolejne warstwy pokrywające. Układ fałd na żółtej od spodu szacie przypomina szaty na Zwiastowaniu.
Na obrazie widoczne są wpływy szkoły Verrocchia i malarstwa holenderskiego. Maryja ma bladą twarz, blond loki i spuszczone oczy. Jej szata ma niebieski kolor, rękawy są czerwone. Intensywne barwy jej stroju ożywiają pierwszy plan. Dzieciątko siedzi na poduszce przyozdobionej kulami z kryształu. Kule stanowiły jeden z elementów rodowej symboliki Medyceuszy, co mogłoby sugerować, że to oni zamówili obraz. Dzieciątko nieporadnym gestem próbuje złapać czerwony goździk, zapowiadający Mękę Pańską. Przy lewej ręce Madonny stoi kryształowy wazon z kwiatami. Symbolizuje on czystość i dziewictwo Maryi. Według opisu Vasariego na kwiatach znajdowały się krople rosy, jednak z powodu złego stanu obrazu przestały być widoczne. Przez łuki loggii widoczny jest krajobraz, charakterystyczny dla twórczości Leonarda. Szczyty gór są skaliste, ich realności dodaje mglista perspektywa powietrzna.
Około 1470 roku powstał obraz Madonna Dreyfus (również: Madonna z kwiatem granatu), wykazujący duże podobieństwo do Madonny z goździkiem. Autorstwo tego obrazu jest nieustalone, wśród autorów wymieniano są m.in. Leonardo da Vinci, Lorenzo di Credi, Andrea Verrocchio. Słaba więź między postaciami oraz ich kontakt z architekturą wysunął hipotezę, że dzieło stanowiło eksperyment.